# Vahiné
Pour les articles homonymes, voir Vahine (homonymie).
Ne doit pas être confondu avec Huahine.
La vahiné (/vaine/) est une figure du regard européen sur les femmes tahitiennes. Attesté en Europe depuis la fin du XVIIIe siècle, ce cliché exotique sur les Polynésiennes de la part des colons. Il est aujourd'hui récupéré dans la promotion touristique de Tahiti.

## Étymologie
Le terme vient du tahitien vahine (/vahine/, pluriel vāhine) qui signifie femme, épouse, concubine ou maîtresse, et est issu du proto-polynésien fafine,.

## Historique
Selon Serge Tcherkézoff, entre autres, la vahiné est un fantasme du colonialisme. Cette figure a été construite à travers la littérature, la science et l'art des colons. Le mythe de la vahiné pourrait également être né de la ferveur associée au culte du cargo en Océanie, avec des communautés au XIXème siècle ayant pu offrir des femmes aux marins européens de passage en échange de biens matériels.

### Dans la littérature et les sciences
Dans le récit de voyage de Bougainville, ce dernier raconte à ses lecteurs européens du XVIIIe siècle une scène de sexe en public ritualisé entre une fille et un homme tahitiens. Cette image a fortement excité l'intérêt des métropolitains, dont Voltaire, qui ont commencé à bâtir un mythe de la sexualité libre polynésienne à partir des débats de l'époque sur le libertinage. Ce mythe, selon lequel les femmes polynésiennes exprimeraient une sensualité féminine universelle qui serait artificiellement opprimée dans le reste du monde, fut construit à travers l'invention d'une opposition racisante entre Tahiti, douce, féminine et pâle, et la Mélanésie, dure, noire et masculine.
Ce racisme européen opposant Mélanésiennes et Polynésiennes s'est exprimé dans la production scientifique et pseudo-scientifique d'une ethnologie qui a considéré les cultures polynésiennes comme supérieures aux mélanésiennes. L'édification de ce savoir par des hommes blancs fut liée à une occultation des enjeux de pouvoir à l'œuvre dans les relations conjugales et sexuelles entre colons et femmes autochtones, ces dernières étant imaginées en vahinés comme des objets sexuels innés. Cette sexualisation et racisation, qui est aussi observable dans la littérature érotique coloniale, est dans une certaine mesure une arme libidinale de la colonisation pour des hommes aventuriers qui, en Europe, appartiennent généralement aux basses couches sociales mais, en Océanie, se trouvent subitement en position d'élite et peuvent donc profiter des femmes locales.

### Dans l'art
Nombre d'artistes blancs, dont Paul Gauguin, réservent une place de prédilection dans leurs tableaux à cette image de la vahiné.
Quelques illustrations :

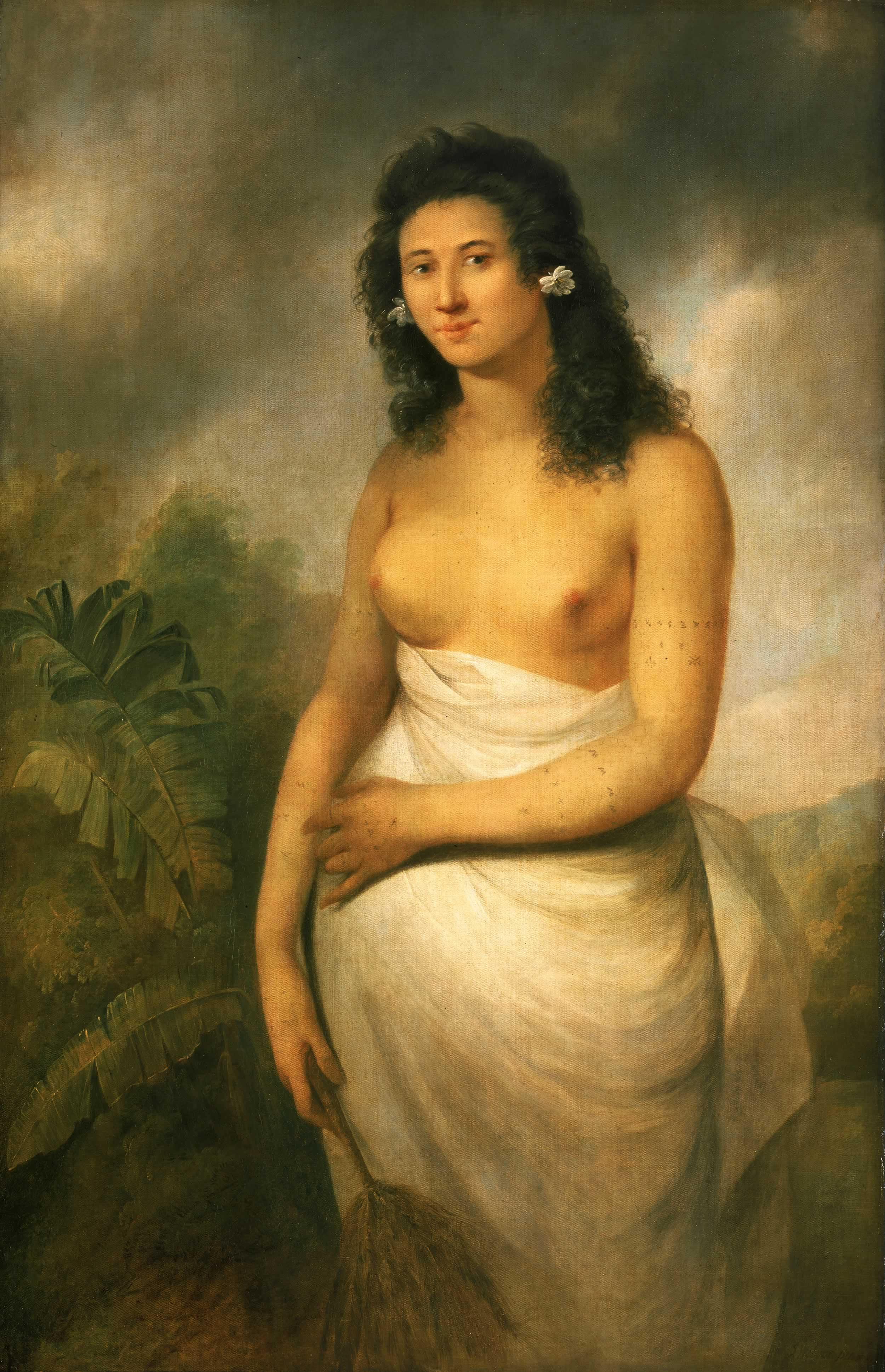
John Webber, Poetua (1777), une des premières représentation de femme polynésienne faites par des peintres occidentaux.
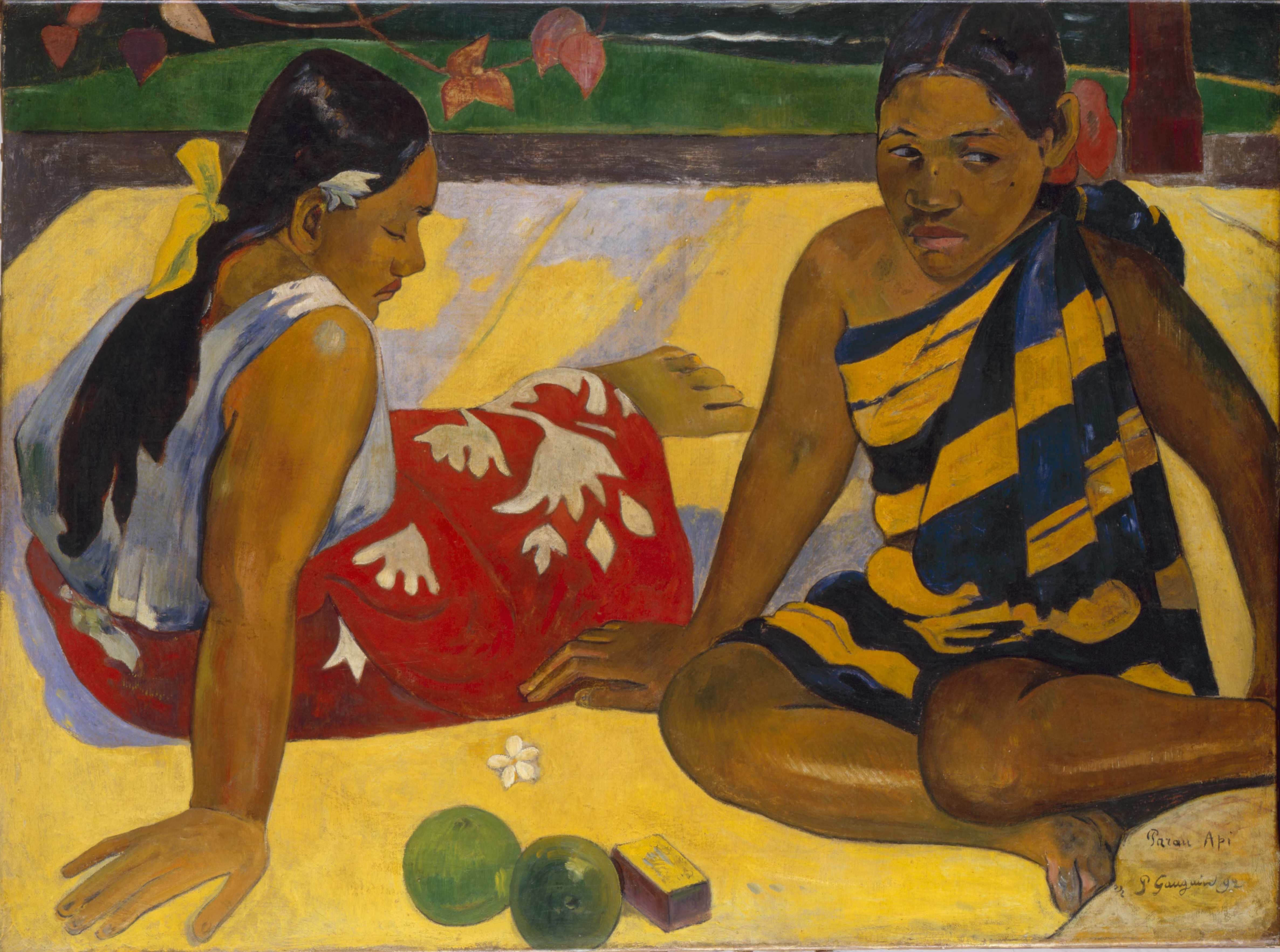
Paul Gauguin, Femmes de Tahiti (1891), musée d'Orsay de Paris.
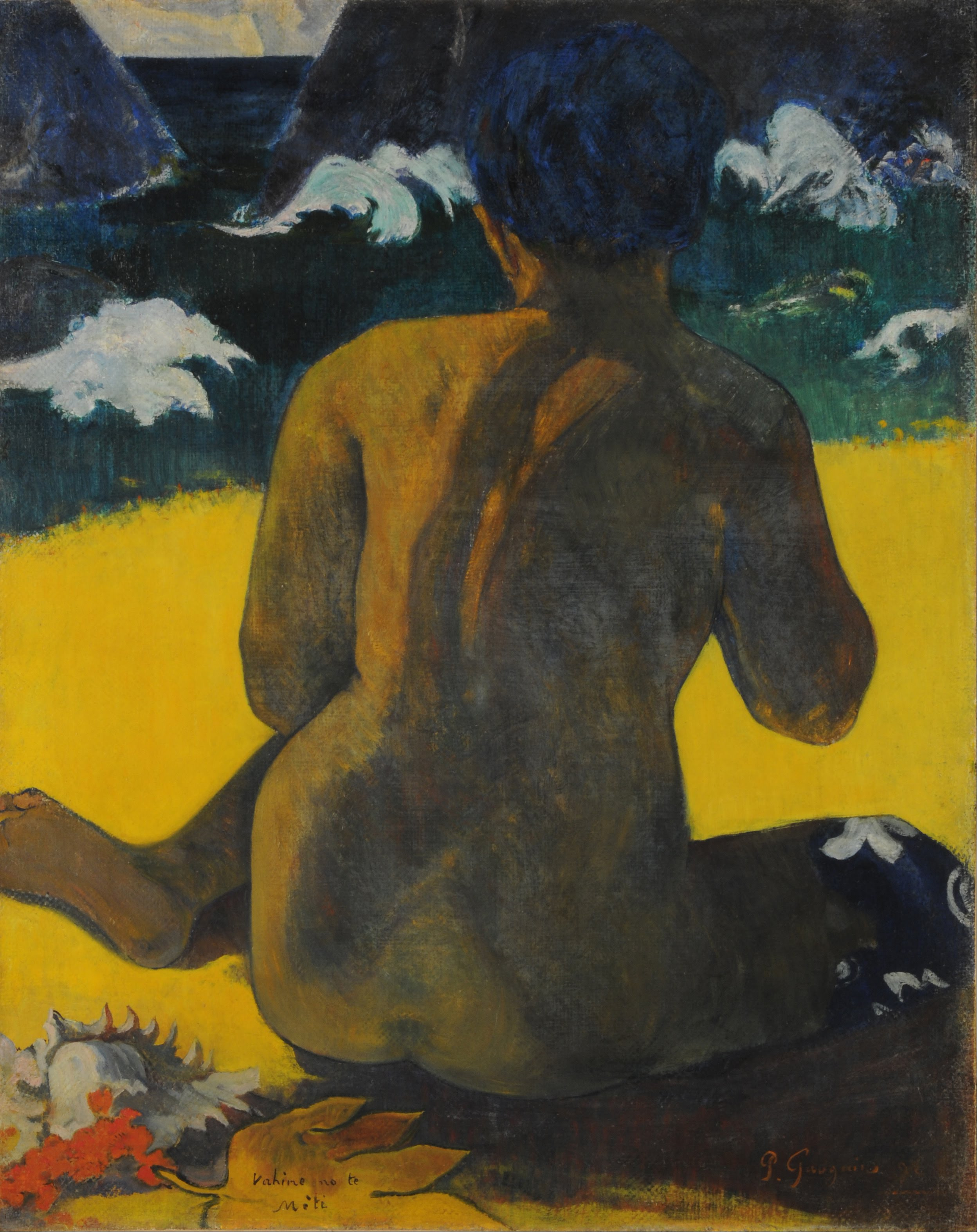
Paul Gauguin, Vahine no te miti, Femme à la mer
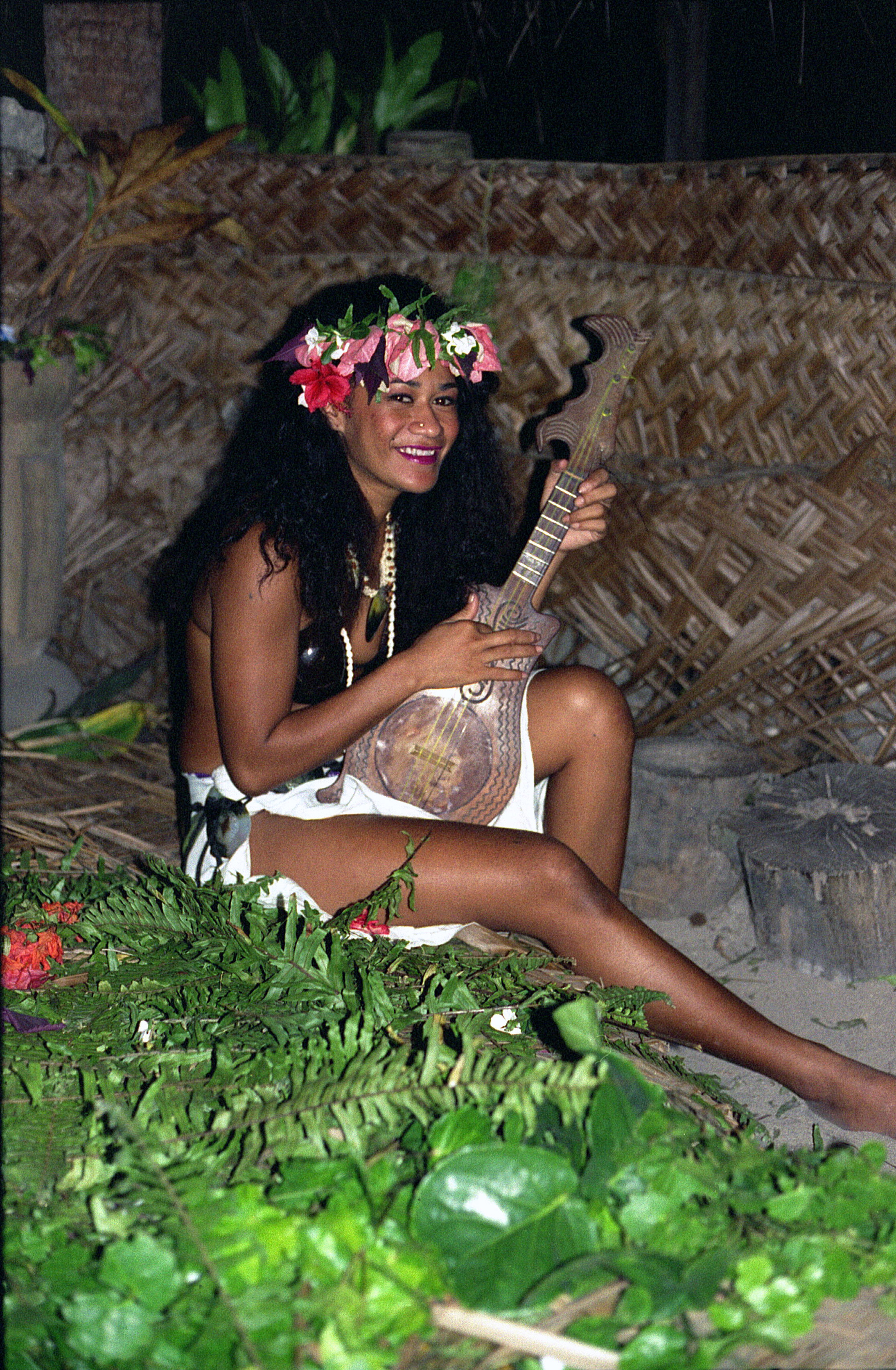
Vahine Moorea, femme de Moorea, avril 1996
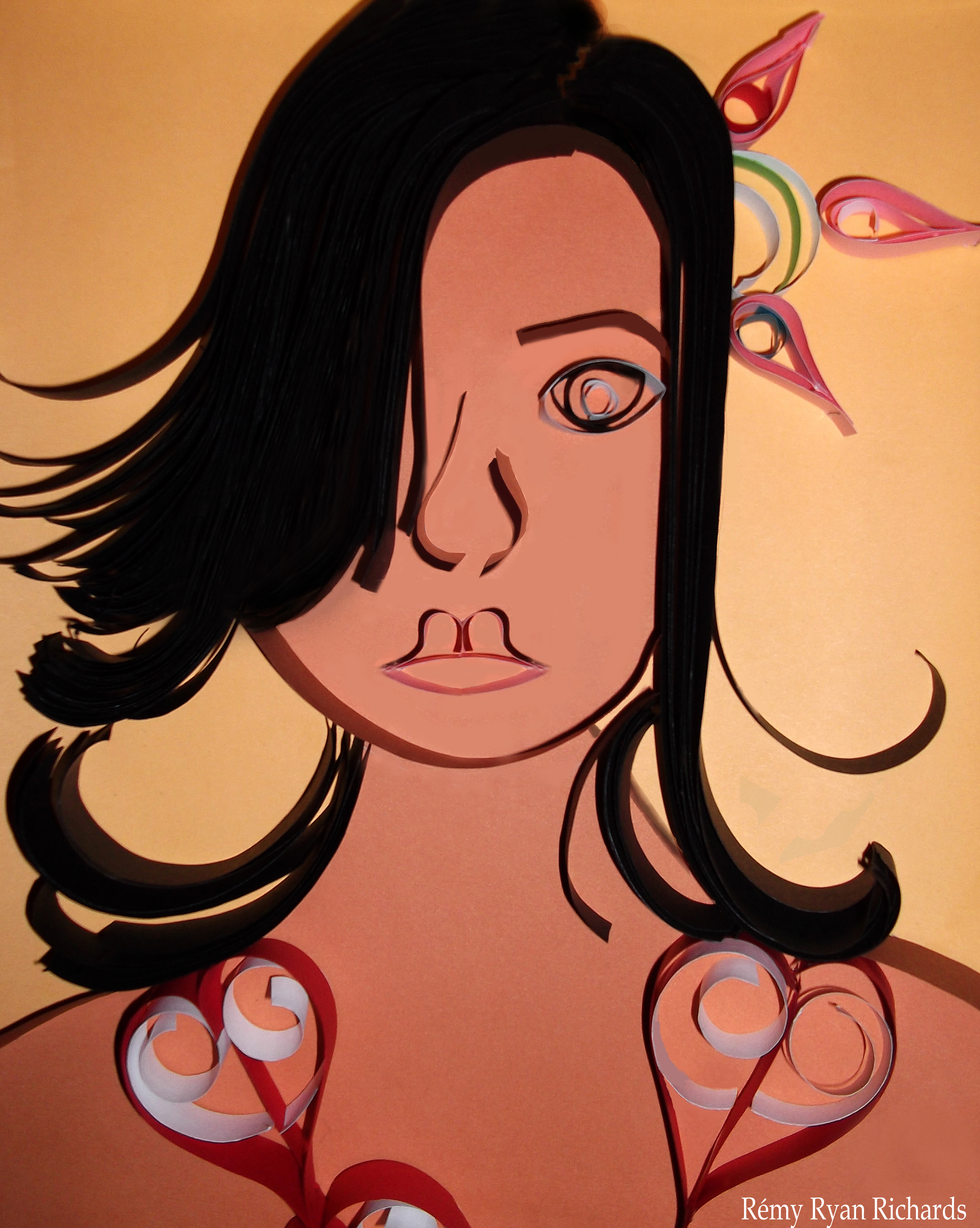
La Vahine, paperolles de Rémy Ryan Richards (2012)

Dans le cas de Gauguin, l'intensité de son intérêt pour l'iconographie de la vahiné, combiné à ses relations avec de très jeunes personnes, ont justifié des critiques des inégalités coloniales de pouvoir dans sa représentation et sa fréquentation des femmes tahitiennes.
Adolphe Sylvain et son fils Teva, photographes blancs pour cartes postales et souvenirs de Tahiti, sont connus pour leurs clichés à vahinés dont certains reproduisent des tableaux de Gauguin. Afin de bien répondre aux fantasmes masculins occidentaux, Teva Sylvain choisit des modèles à la peau claire, métis ou blancs, qu'il pare d'une couronne de feuilles.
La photographe contemporaine Namsa Leuba a interrogé la figure de la vahiné chez Gauguin dans son exposition The myth of the Vahine.
Le mythe de la vahiné a continué à être véhiculé jusqu'à l'époque actuelle, comme par exemple dans la chanson de Charles Aznavour, Emmenez-moi, qui parle de "filles alanguies" sur des "îles lointaines", ou encore dans la chanson de Jacques Brel, Les Marquises, qui parle de "femmes lascives".

### Ailleurs dans le monde
Le mythe de la vahiné pourrait s'être étendu ailleurs qu'en Polynésie, vers d'autres îles et archipels des mers du Sud, comme par exemple à Madagascar qui, à l'époque de la colonisation, se distingue des autres colonies françaises en Afrique par une importante population métisse issue de relations interraciales entre hommes blancs et femmes locales. Madagascar est encore aujourd'hui un haut lieu du tourisme sexuel,.

## Récupération touristique à Tahiti
À travers les cartes postales et le concours Miss Tahiti, entre autres, la figure de la vahiné continue d'imprégner les représentations de Tahiti, notamment à des fins touristiques. L'imagerie de la vahiné, mobilisée à travers la mise en compétition des corps des femmes tahitiennes dans le sport ou les concours de beauté, permet en effet de convoquer l'idéal européen de l'authenticité exotique, valorisable dans l'économie du tourisme.

### Sur ladusky maiden, stéréotype très proche en anglais
- (en) Jo Smith, « 12. The Many Different Faces of the Dusky Maiden: A Context for Understanding Maiden Aotearoa », dans Huihui, University of Hawaii Press, 31 décembre 2017, 144–159 p. (ISBN 978-0-8248-4772-2, DOI 10.1515/9780824847722-013, lire en ligne)
- (en) A Marata Tamaira, « From Full Dusk to Full Tusk: Reimagining the "Dusky Maiden" through the Visual Arts », The Contemporary Pacific, vol. 22, no 1,‎ 2010, p. 1–35 (ISSN 1043-898X, lire en ligne)
- (en) Lisa Taouma, « ‘Gauguin is dead … there is no paradise’ », Journal of Intercultural Studies, vol. 25, no 1,‎ avril 2004, p. 35–46 (ISSN 0725-6868 et 1469-9540, DOI 10.1080/07256860410001687009, lire en ligne)
- (en) Pamela Rosi, « Shigeyuki Kihara: Subverting Dusky Maidens and Exotic Tropes of Pacific Paradise », ArtAsiaPacific, no 51,‎ hiver 2007, p. 72–73 (lire en ligne)

### Monographie
- (en) Patty O'Brien, The Pacific Muse: Exotic Femininity and the Colonial Pacific, University of Washington Press, 2006 (ISBN 978-0-295-98609-8)